# فهرست جایزه‌ها و نامزدی‌های دیوید فینچر
دیوید اندرو لئو فینچر (به انگلیسی: David Andrew Leo Fincher، زادهٔ ۲۸ اوت ۱۹۶۲) کارگردان و تهیه‌کنندهٔ فیلم، مجموعه‌های تلویزیونی و موزیک ویدئو اهل ایالات متحده آمریکا است. او سه بار نامزد جایزه اسکار بهترین کارگردانی شده‌است: برای مورد عجیب بنجامین باتن (۲۰۰۸)، شبکهٔ اجتماعی (۲۰۱۰) و منک (۲۰۲۰). او جایزه گلدن گلوب بهترین کارگردانی و جایزه بفتای بهترین کارگردانی را برای شبکهٔ اجتماعی بُرد.
او همچنین برای کارگردانی تریلرهای روان‌شناختی مانند هفت (۱۹۹۵)، بازی (۱۹۹۷)، باشگاه مبارزه (۱۹۹۹) و دختر گمشده (۲۰۱۴) و تریلرهای رازآلود مانند زودیاک (۲۰۰۷) و دختری با خالکوبی اژدها (۲۰۱۱) شناخته شده‌است، او همچنین در خلق مجموعهٔ تلویزیونی آمریکایی خانهٔ پوشالی نیز مؤثر بوده‌است.
فیلم‌های او زودیاک و شبکهٔ اجتماعی در نظرسنجی ۲۰۱۶ بزرگ‌ترین فیلم‌های سدهٔ بیست و یکم از بی‌بی‌سی رتبه‌بندی شده‌اند.

## کارگردانی اجراهای جایزه اسکار
فینچر چند اجرای نامزد اسکار را کارگردانی کرده‌است.
| جایزه اسکار بهترین بازیگر مرد         |                 |                        |          |
| ۲۰۰۹                                  | برد پیت         | مورد عجیب بنجامین باتن | نامزدشده |
| ۲۰۱۱                                  | جسی آیزنبرگ     | شبکهٔ اجتماعی           | نامزدشده |
| ۲۰۲۱                                  | گری اولدمن      | منک                    | نامزدشده |
| جایزه اسکار بهترین بازیگر زن          |                 |                        |          |
| ۲۰۱۲                                  | رونی مارا       | دختری با خالکوبی اژدها | نامزدشده |
| ۲۰۱۵                                  | رزمند پایک      | دختر گمشده             | نامزدشده |
| جایزه اسکار بهترین بازیگر نقش مکمل زن |                 |                        |          |
| ۲۰۰۹                                  | تراجی پی. هنسون | مورد عجیب بنجامین باتن | نامزدشده |
| ۲۰۲۱                                  | آماندا سایفرد   | منک                    | نامزدشده |

## جوایز مهم

### جوایز اسکار
| سال  | دسته             | اثر نامزدشده           | نتیجه    | منبع  |
| ---- | ---------------- | ---------------------- | -------- | ----- |
| ۲۰۰۹ | بهترین کارگردانی | مورد عجیب بنجامین باتن | نامزدشده | [ ۴ ] |
| ۲۰۱۱ | بهترین کارگردانی | شبکهٔ اجتماعی           | نامزدشده | [ ۵ ] |
| ۲۰۲۱ | بهترین کارگردانی | منک                    | نامزدشده | [ ۶ ] |

### جوایز بفتا
| سال  | دسته                | اثر نامزدشده           | نتیجه    | منبع  |
| ---- | ------------------- | ---------------------- | -------- | ----- |
| ۲۰۰۹ | بهترین کارگردانی    | مورد عجیب بنجامین باتن | نامزدشده |       |
| ۲۰۱۱ | بهترین کارگردانی    | شبکهٔ اجتماعی           | برنده    | [ ۷ ] |
| ۲۰۱۴ | بهترین برنامهٔ جهانی | خانهٔ پوشالی            | نامزدشده | [ ۸ ] |
| ۲۰۱۵ | بهترین برنامهٔ جهانی | خانهٔ پوشالی            | نامزدشده | [ ۹ ] |

### جوایز گلدن گلوب
| سال  | دسته             | اثر نامزدشده           | نتیجه    | منبع   |
| ---- | ---------------- | ---------------------- | -------- | ------ |
| ۲۰۰۹ | بهترین کارگردانی | مورد عجیب بنجامین باتن | نامزدشده | [ ۱۰ ] |
| ۲۰۱۱ | بهترین کارگردانی | شبکهٔ اجتماعی           | برنده    | [ ۱۱ ] |
| ۲۰۱۵ | بهترین کارگردانی | دختر گمشده             | نامزدشده | [ ۱۲ ] |
| ۲۰۲۱ | بهترین کارگردانی | منک                    | نامزدشده |        |

### جوایز گرمی
| سال  | دسته               | اثر نامزدشده                                          | نتیجه    | منبع   |
| ---- | ------------------ | ----------------------------------------------------- | -------- | ------ |
| ۱۹۹۱ | بهترین موزیک ویدئو | «آه پدر»، مدونا                                       | نامزدشده | [ ۱۳ ] |
| ۱۹۹۵ | بهترین موزیک ویدئو | «عشق قدرتمند است»، رولینگ استونز                      | برنده    | [ ۱۳ ] |
| ۲۰۱۴ | بهترین موزیک ویدئو | «کت شلوار و کراوات»، جاستین تیمبرلیک به‌تصویرکشی جی-زی | برنده    | [ ۱۳ ] |

### جوایز امی ساعات پربیننده
| سال  | دسته                              | اثر نامزدشده      | نتیجه    | منبع   |
| ---- | --------------------------------- | ----------------- | -------- | ------ |
| ۲۰۱۳ | کارگردانی برجسته مجموعه درام      | خانهٔ پوشالی       | برنده    | [ ۱۴ ] |
| ۲۰۱۳ | کارگردانی برجسته مجموعه درام      | خانهٔ پوشالی       | نامزدشده | [ ۱۴ ] |
| ۲۰۱۴ | کارگردانی برجسته مجموعه درام      | خانهٔ پوشالی       | نامزدشده |        |
| ۲۰۱۵ | کارگردانی برجسته مجموعه درام      | خانهٔ پوشالی       | نامزدشده | [ ۱۵ ] |
| ۲۰۱۶ | کارگردانی برجسته مجموعه درام      | خانهٔ پوشالی       | نامزدشده | [ ۱۶ ] |
| ۲۰۱۷ | کارگردانی برجسته مجموعه درام      | خانهٔ پوشالی       | نامزدشده |        |
| ۲۰۱۹ | برنامهٔ پویانمایی فرم کوتاه برجسته | عشق، مرگ و ربات‌ها | برنده    |        |
| ۲۰۲۱ | برنامهٔ پویانمایی فرم کوتاه برجسته | عشق، مرگ و ربات‌ها | برنده    |        |
| ۲۰۲۲ | برنامهٔ پویانمایی فرم کوتاه برجسته | عشق، مرگ و ربات‌ها | برنده    |        |

## جوایز متفرقه

### جشنواره فیلم کن
| سال  | رشته    | اثر نامزدشده | نتیجه    | منبع   |
| ---- | ------- | ------------ | -------- | ------ |
| ۲۰۰۷ | نخل طلا | زودیاک       | نامزدشده | [ ۱۷ ] |

### انجمن منتقدان فیلم شیکاگو
| سال  | رشته            | اثر                    | نتیجه    | منبع   |
| ---- | --------------- | ---------------------- | -------- | ------ |
| ۲۰۰۷ | بهترین کارگردان | زودیاک                 | نامزدشده |        |
| ۲۰۰۸ | بهترین کارگردان | مورد عجیب بنجامین باتن | نامزدشده |        |
| ۲۰۱۰ | بهترین کارگردان | شبکه اجتماعی           | برنده    |        |
| ۲۰۱۴ | بهترین کارگردان | دختر گمشده             | نامزدشده | [ ۱۸ ] |

### انجمن منتقدان پخش فیلم
| سال  | رشته             | اثر                    | نتیجه    | منبع   |
| ---- | ---------------- | ---------------------- | -------- | ------ |
| ۲۰۰۹ | بهترین کارگردانی | مورد عجیب بنجامین باتن | نامزدشده |        |
| ۲۰۱۱ | بهترین کارگردانی | شبکهٔ اجتماعی           | برنده    |        |
| ۲۰۱۵ | بهترین کارگردانی | دختر گمشده             | نامزدشده | [ ۱۹ ] |
| ۲۰۲۱ | بهترین کارگردانی | منک                    | نامزدشده |        |

### انجمن منتقدان فیلم دالاس‌فورت وورث
| سال  | رشته             | اثر                    | نتیجه    | منبع   |
| ---- | ---------------- | ---------------------- | -------- | ------ |
| ۲۰۰۸ | بهترین کارگردانی | مورد عجیب بنجامین باتن | نامزدشده |        |
| ۲۰۱۰ | بهترین کارگردانی | شبکه اجتماعی           | برنده    |        |
| ۲۰۱۴ | بهترین کارگردانی | دختر گمشده             | نامزدشده | [ ۲۰ ] |
| ۲۰۲۰ | بهترین کارگردانی | منک                    | نامزدشده |        |

### جوایز انجمن کارگردانان آمریکا
| سال  | رشته                           | اثر                    | نتیجه    | منبع   |
| ---- | ------------------------------ | ---------------------- | -------- | ------ |
| ۲۰۰۹ | کارگردانی برجسته – فیلم بلند   | مورد عجیب بنجامین باتن | نامزدشده | [ ۲۱ ] |
| ۲۰۱۱ | کارگردانی برجسته – فیلم بلند   | شبکهٔ اجتماعی           | نامزدشده | [ ۲۱ ] |
| ۲۰۱۲ | کارگردانی برجسته – فیلم بلند   | دختری با خالکوبی اژدها | نامزدشده | [ ۲۱ ] |
| ۲۰۱۳ | کارگردانی برجسته – مجموعه درام | خانهٔ پوشالی            | نامزدشده | [ ۲۱ ] |
| ۲۰۲۱ | کارگردانی برجسته – فیلم بلند   | منک                    | نامزدشده | [ ۲۱ ] |

### جوایز امپایر
| سال  | رشته             | اثر          | نتیجه    | منبع |
| ---- | ---------------- | ------------ | -------- | ---- |
| ۲۰۰۸ | بهترین کارگردانی | زودیاک       | نامزدشده |      |
| ۲۰۱۱ | بهترین کارگردانی | شبکهٔ اجتماعی | نامزدشده |      |

### جایزه هوگو
| سال  | رشته                         | اثر      | نتیجه    | منبع |
| ---- | ---------------------------- | -------- | -------- | ---- |
| ۱۹۹۲ | جایزه هوگو بهترین نمایش درام | بیگانه ۳ | نامزدشده |      |

### حلقه منتقدان فیلم لندن
| سال  | رشته             | اثر                    | نتیجه    | منبع |
| ---- | ---------------- | ---------------------- | -------- | ---- |
| ۲۰۰۷ | بهترین کارگردانی | زودیاک                 | نامزدشده |      |
| ۲۰۰۸ | بهترین کارگردانی | مورد عجیب بنجامین باتن | برنده    |      |
| ۲۰۱۰ | بهترین کارگردانی | شبکهٔ اجتماعی           | برنده    |      |
| ۲۰۲۰ | بهترین کارگردانی | منک                    | نامزدشده |      |

### جوایز موسیقی ویدئوی ام‌تی‌وی
| سال  | رشته                   | اثر                                                        | نتیجه    | منبع |
| ---- | ---------------------- | ---------------------------------------------------------- | -------- | ---- |
| ۱۹۸۹ | بهترین کارگردانی ویدئو | «خودت را بیان کن» (اثر مدونا)                              | برنده    |      |
| ۱۹۸۹ | بهترین کارگردانی ویدئو | «عشق واقعی» (اثر جودی واتلی)                               | نامزدشده |      |
| ۱۹۸۹ | بهترین کارگردانی ویدئو | «باهاش بساز» (اثر استیو وین‌وود)                            | نامزدشده |      |
| ۱۹۹۰ | بهترین کارگردانی ویدئو | «وگ» (اثر مدونا)                                           | برنده    |      |
| ۱۹۹۰ | بهترین کارگردانی ویدئو | «پایان پاکی» (اثر دان هنلی)                                | نامزدشده |      |
| ۱۹۹۰ | بهترین کارگردانی ویدئو | «جینی اسلحه به دست گرفته» (اثر ایروسمیث)                   | نامزدشده |      |
| ۱۹۹۱ | بهترین کارگردانی ویدئو | «آزادی! ۹۰» (اثر جرج مایکل)                                | نامزدشده |      |
| ۲۰۱۳ | بهترین کارگردانی ویدئو | «کت شلوار و کراوات» (اثر جاستین تیمبرلیک به‌تصویرکشی جی-زی) | برنده    |      |

### هیئت ملی بازبینی فیلم
| سال  | رشته            | اثر                    | نتیجه | منبع |
| ---- | --------------- | ---------------------- | ----- | ---- |
| ۲۰۰۸ | بهترین کارگردان | مورد عجیب بنجامین باتن | برنده |      |
| ۲۰۱۰ | بهترین کارگردان | شبکهٔ اجتماعی           | برنده |      |

### حلقه منتقدان فیلم نیویورک
| سال  | رشته             | اثر                    | نتیجه    | منبع |
| ---- | ---------------- | ---------------------- | -------- | ---- |
| ۲۰۰۸ | بهترین کارگردانی | مورد عجیب بنجامین باتن | نامزدشده |      |
| ۲۰۱۰ | بهترین کارگردانی | شبکهٔ اجتماعی           | برنده    |      |

### جوایز جامعه آنلاین منتقدان فیلم
| سال  | رشته            | اثر                    | نتیجه    | منبع |
| ---- | --------------- | ---------------------- | -------- | ---- |
| ۱۹۹۹ | بهترین کارگردان | باشگاه مبارزه          | نامزدشده |      |
| ۲۰۰۷ | بهترین کارگردان | زودیاک                 | نامزدشده |      |
| ۲۰۰۸ | بهترین کارگردان | مورد عجیب بنجامین باتن | نامزدشده |      |
| ۲۰۱۰ | بهترین کارگردان | شبکهٔ اجتماعی           | برنده    |      |

### جوایز جامعه منتقدان فیلم ققنوس
| سال  | رشته            | اثر          | نتیجه    | منبع |
| ---- | --------------- | ------------ | -------- | ---- |
| ۲۰۱۰ | بهترین کارگردان | شبکهٔ اجتماعی | نامزدشده |      |
| ۲۰۱۴ | بهترین کارگردان | دختر گمشده   | نامزدشده |      |

### جوایز انجمن تهیه‌کنندگان آمریکا
| سال  | رشته                | اثر         | نتیجه    | منبع   |
| ---- | ------------------- | ----------- | -------- | ------ |
| ۲۰۱۳ | بهترین درامای قسمتی | خانهٔ پوشالی | نامزدشده | [ ۲۲ ] |
| ۲۰۱۴ | بهترین درامای قسمتی | خانهٔ پوشالی | نامزدشده | [ ۲۳ ] |
| ۲۰۱۵ | بهترین درامای قسمتی | خانهٔ پوشالی | نامزدشده | [ ۲۴ ] |
| ۲۰۱۶ | بهترین درامای قسمتی | خانهٔ پوشالی | نامزدشده | [ ۲۵ ] |

### جوایز انجمن منتقدان فیلم سن دیگو
| سال  | رشته             | اثر          | نتیجه    | منبع   |
| ---- | ---------------- | ------------ | -------- | ------ |
| ۲۰۱۰ | بهترین کارگردانی | شبکهٔ اجتماعی | نامزدشده |        |
| ۲۰۱۴ | بهترین کارگردانی | دختر گمشده   | نامزدشده | [ ۲۶ ] |

### جایزه ستلایت
| سال  | رشته             | اثر        | نتیجه    | منبع   |
| ---- | ---------------- | ---------- | -------- | ------ |
| ۲۰۱۵ | بهترین کارگردانی | دختر گمشده | نامزدشده | [ ۲۷ ] |
| ۲۰۲۱ | بهترین کارگردانی | منک        | نامزدشده |        |

### جوایز ساترن
| سال  | رشته             | اثر                    | نتیجه    | منبع   |
| ---- | ---------------- | ---------------------- | -------- | ------ |
| ۱۹۹۲ | بهترین کارگردانی | بیگانه ۳               | نامزدشده | [ ۲۸ ] |
| ۱۹۹۵ | بهترین کارگردانی | هفت                    | نامزدشده | [ ۲۹ ] |
| ۲۰۰۸ | بهترین کارگردانی | مورد عجیب بنجامین باتن | نامزدشده |        |

### جوایز انجمن منتقدان فیلم سنت لوئیس
| سال  | رشته             | اثر          | نتیجه    | منبع   |
| ---- | ---------------- | ------------ | -------- | ------ |
| ۲۰‍۱۰  | بهترین کارگردانی | شبکهٔ اجتماعی | برنده    |        |
| ۲۰۱۴ | بهترین کارگردانی | دختر گمشده   | نامزدشده | [ ۳۰ ] |

### جوایز انجمن منتقدان فیلم تورنتو
| سال  | رشته             | اثر          | نتیجه    | منبع |
| ---- | ---------------- | ------------ | -------- | ---- |
| ۲۰۰۷ | بهترین کارگردانی | زودیاک       | نامزدشده |      |
| ۲۰۱۰ | بهترین کارگردانی | شبکهٔ اجتماعی | برنده    |      |

### حلقه منتقدان فیلم ونکوور
| سال  | رشته            | اثر                    | نتیجه    | منبع |
| ---- | --------------- | ---------------------- | -------- | ---- |
| ۲۰۰۸ | بهترین کارگردان | مورد عجیب بنجامین باتن | برنده    |      |
| ۲۰۱۰ | بهترین کارگردان | شبکهٔ اجتماعی           | برنده    |      |
| ۲۰۲۰ | بهترین کارگردان | منک                    | نامزدشده |      |

### انجمن منتقدان فیلم منطقه واشینگتن، دی.سی.
| سال  | رشته            | اثر          | نتیجه    | منبع   |
| ---- | --------------- | ------------ | -------- | ------ |
| ۲۰۱۰ | بهترین کارگرانی | شبکهٔ اجتماعی | برنده    |        |
| ۲۰۱۴ | بهترین کارگرانی | دختر گمشده   | نامزدشده | [ ۳۱ ] |

### دیگر جوایز
| سال  | اثر                    | جایزه                                                         | نتیجه    |
| ---- | ---------------------- | ------------------------------------------------------------- | -------- |
| ۲۰۰۸ | مورد عجیب بنجامین باتن | جایزه اس‌اف‌ایکس بهترین کارگردانی                               | نامزدشده |
| ۲۰۱۰ | شبکهٔ اجتماعی           | بهترین کارگردانی انجمن منتقدان فیلم بوستون                    | برنده    |
| ۲۰۱۰ | شبکهٔ اجتماعی           | جایزه سزار بهترین فیلم خارجی زبان                             | برنده    |
| ۲۰۱۰ | شبکهٔ اجتماعی           | جایزه دیوید دی دوناتلو بهترین فیلم خارجی زبان                 | نامزدشده |
| ۲۰۱۰ | شبکهٔ اجتماعی           | جایزه انجمن منتقدان فیلم استرالیا برای بهترین فیلم خارجی زبان | برنده    |
| ۲۰۱۰ | شبکهٔ اجتماعی           | بهترین کارگردان حلقه منتقدان فیلم فلوریدا                     | برنده    |
| ۲۰۱۰ | شبکهٔ اجتماعی           | بهترین کارگردان حلقه منتقدان فیلم لاس وگاس                    | برنده    |
| ۲۰۱۰ | شبکهٔ اجتماعی           | بهترین کارگردان انجمن منتقدان فیلم لس آنجلس                   | برنده    |
| ۲۰۱۰ | شبکهٔ اجتماعی           | بهترین کارگردان غیر اروپایی                                   | نامزدشده |
| ۲۰۱۰ | شبکهٔ اجتماعی           | جایزه انجمن ملی منتقدان فیلم برای بهترین کارگردان             | برنده    |
| ۲۰۱۰ | شبکهٔ اجتماعی           | بهترین فیلم آمریکایی در جشنواره سینمایی رابرت                 | نامزدشده |
| ۲۰۱۰ | شبکهٔ اجتماعی           | بهترین فیلم خارجی زبان از نظر انجمن منتقدان فیلم روسیه        | نامزدشده |
| ۲۰۱۰ | شبکهٔ اجتماعی           | بهترین کارگردان حلقه منتقدان فیلم سان‌فرانسیسکو                | برنده    |
| ۲۰۱۰ | شبکهٔ اجتماعی           | بهترین کارگردان حلقه منتقدان فیلم ساوترن                      | برنده    |
| ۲۰۱۳ | خانه پوشالی            | جایزه پیبادی                                                  | برنده    |
| ۲۰۱۴ | دختر گمشده             | انجمن منتقدان لئویا                                           | دوم      |
| ۲۰۱۴ | دختر گمشده             | جایزه دوریان برای بهترین کارگردانی                            | نامزدشده |